# Cunningtonia longiventralis
Genre
Espèce
Statut de conservation UICN

 LC  : Préoccupation mineure
Cunningtonia longiventralis est une espèce de poissons d'eau douce appartenant à la famille des Cichlidae. C'est l'unique espèce de son genre Cunningtonia (monotypique).

## Répartition
Cette espèce est endémique du lac Tanganyika.

## Description
Cunningtonia longiventralis mesure jusqu'à 14 cm.

## Publication originale
- Boulenger, 1906 : Fourth contribution to the ichthyology of Lake Tanganyika.--Report on the collection of fishes made by Dr. W. A. Cunnington during the Third Tanganyika Expedition, 1904-1905. Transactions of the Zoological Society of London, vol. 17, n. 1, p. 537-619.